# Hailey Duff
Hailey Duff (Auckland, 24 gennaio 1997) è una giocatrice di curling scozzese.

## Carriera
Nel 2022 ha vinto la medaglia d'oro nel torneo femminile ai Giochi olimpici di Pechino, insieme alle compagne di squadra Eve Muirhead, Vicky Wright, Jenn Dodds e Mili Smith; con la stessa formazione ha vinto anche un Europeo.

## Palmarès

### Olimpiadi
- Oro a Pechino 2022;

### Europei
- Oro a Lillehammer 2021.